# Smbat II Bagratouni
Smbat II Bagratouni (en arménien Սմբատ Բ Բագրատունի) est un noble arménien du IVe siècle, de la maison des Bagratides.

## Biographie
Fils de Bagrat Ier, il est, comme son père et son aïeul, seigneur de Sper en Arménie puis, en tant que chef de la maison Bagratouni, aspet (maître de cavalerie) et thagadir (pose-couronne) des rois d'Arménie. Moïse de Khorène le fait descendre d'une famille juive tandis que Constantin VII Porphyrogénète fait de lui un héritier des rois bibliques d'Israël David et Salomon.
Il est le père probable de Sahak Ier.